# 雅洛尼
雅洛尼（法語：Jalogny，法語發音：[ʒalɔɲi]）是法国索恩-卢瓦尔省的一个市镇，属于马孔区。

## 地理
雅洛尼（46°25'8"N, 4°37'50"E）面积10.15 平方千米，位于法国勃艮第-弗朗什-孔泰大區索恩-卢瓦尔省，该省份为法国中部省份，北起顺时针与科多尔省、汝拉省、安省、罗讷省、卢瓦尔省、阿列省和涅夫勒省接壤。
与雅洛尼接壤的市镇（或旧市镇、城区）包括：沙托、克呂尼、圣塞西尔。

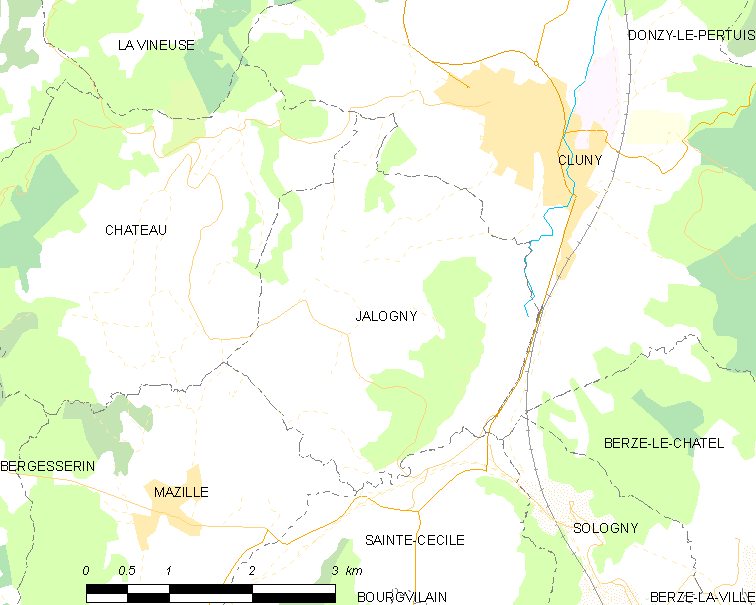
雅洛尼的OSM定位图

雅洛尼的时区为UTC+01:00、UTC+02:00（夏令时）。

## 行政
雅洛尼的邮政编码为71250，INSEE市镇编码为71240。

## 政治
雅洛尼所属的省级选区为克吕尼县。

## 人口

1962-2008年间雅洛尼人口变化图示

雅洛尼于2022年1月1日时的人口数量为398人。